# Gamma Cygni
Gamma Cygni (γ Cygni hoặc viết tắt là Gamma Cyg, γ Cyg, ngoài ra tên chính thức của nó là Sadr/ˈsædər/) là tên của một ngôi sao nằm ở phía bắc của chòm sao Thiên Nga. Nó là điểm giao cắt của năm ngôi sao, năm ngôi sao này tạo thành một chữ thập tên là "Chữ thập phương Bắc". Giá trị thị sai thu được từ vệ tinh Hipparcos cho khoảng cách của nó với mặt trời chúng ta là xấp xỉ 1800 năm ánh sáng.
Nó là một ngôi sao trong một hệ đa sao, nó là thành viên chính. Hệ đa sao này tên là WDS J20222+4015 (thành viên phụ của nó là CCDM J20222 + 4015BC, một cặp sao chỉ cách ngôi sao này 40").

## Tính chất
Với độ sáng biểu kiến của nó là 2,23, Gamma Cygni là một trong số những ngôi sao sáng nhất trên bầu trời đêm. Phân loại sao của ngôi sao này là F8 Iab, chỉ ra rằng nó ở trong giai đoạn là sao siêu khổng lồ.
Khi so sánh với mặt trời, nó nặng gấp 12 lần, bán kính lớn gấp 150 lần, tỏa ra năng lượng gấp 33000 lần với nhiệt độ hiệu dụng là 6100 Kelvin. Quang phổ của nó cho thấy một vài đặc điểm động lực học bất thường, bao gồm cả sự biến đổi của vận tốc xuyên tâm lên đến 2 km/s diễn ra trong một thời gian 100 ngày hoặc hơn. Thực tế, theo biểu đồ Hertzsprung–Russell, Gamma Cygni nằm gần dãy bất ổn định và quang phổ của nó giống như một ngôi sao biến quang Cepheid. Ngôi sao này bị một tinh vân tên là IC 1318 bao phủ.

## Dữ liệu hiện tại
Theo như quan sát, đây là ngôi sao nằm trong chòm sao Thiên Nga và dưới đấy là một số dữ liệu khác:
Xích kinh 20h 22m 13.70184s
Độ nghiêng +40° 15′ 24.0450″
Cấp sao biểu kiến 2.23
Cấp sao tuyệt đối −4.54
Loại quang phổ F8 Iab
Độ kim loại +0.02
Thị sai 1.78 ± 0.27
Vận tốc xuyên tâm -7.5